# Broomfield (Somerset)
Pour les articles homonymes, voir Broomfield.
Broomfield est une localité du Somerset en Angleterre.
Sa population était de 249 habitants en 2011.